# Juillé (Deux-Sèvres)
Juillé település Franciaországban, Deux-Sèvres megyében. Lakosainak száma 99 fő (2022. január 1.). Juillé Asnières-en-Poitou, Brioux-sur-Boutonne, Ensigné és Villefollet községekkel határos.

## Népesség
A település népességének változása:
| Lakosok száma | 105  | 101  | 100  | 99   | 100  | 100  | 100  | 97   | 99   |
|               | 2013 | 2015 | 2016 | 2017 | 2018 | 2019 | 2020 | 2021 | 2022 |